# Tomasz Czapla
Tomasz Czapla (ur. w 1902 w Kuryłówce, zm. 21 września 1980) – polski muzyk i pedagog.

## Życiorys
Wyższe studia ukończył w 1928 roku w Konserwatorium Towarzystwa Muzycznego w Krakowie. W okresie międzywojennym i w czasie okupacji pracował jako nauczyciel śpiewu w różnych szkołach na terenie kraju. Po wyzwoleniu osiedlił się w Jeleniej Górze i tam zapisał się znakomicie jako organizator życia muzycznego, a następnie dyrektor Szkoły Muzycznej we Wrocławiu. Po przeniesieniu się do Rzeszowa w 1952 roku objął funkcję dyrektora Państwowej Szkoły Muzycznej. Jako wybitny działacz ruchu artystycznego: prowadził chóry (laureat I miejsca na festiwalu folklorystycznym we Francji), pełnił funkcję prezesa i wizytatora Towarzystwa Muzycznego w Rzeszowie, opracował około 180 pieśni, przyśpiewek i melodii rzeszowskich na różne zespoły instrumentalno-wokalne. Za swoją działalność w zakresie upowszechniania muzyki – pracę pedagogiczną i działalność społeczną – otrzymał szereg wysokich odznaczeń państwowych i resortowych. Na emeryturze (od 1963 roku) udzielał się nadal w artystycznym ruchu amatorskim, współpracował z Towarzystwem Ognisk Artystycznych w Leżajsku i często koncertował na organach w leżajskiej bazylice.
Skomponował melodię "Nad rzeszowską Jasiołką", która jest wizytówką TV Rzeszów.